# Хільдардо Бідерман Гомес Монсальвес
Хільдардо Бідерман Гомес Монсальвес (ісп. Gildardo Gómez, нар. 13 жовтня 1963, Медельїн) — колумбійський футболіст, що грав на позиції захисника.
Виступав, зокрема, за клуби «Індепендьєнте Медельїн», «Атлетіко Насьйональ» та «Індепендьєнте Медельїн», а також національну збірну Колумбії.

## Клубна кар'єра
У дорослому футболі дебютував 1984 року виступами за команду «Індепендьєнте Медельїн», в якій провів два сезони, взявши участь у 148 матчах чемпіонату. Більшість часу, проведеного у складі «Індепендьєнте Медельїн», був основним гравцем захисту команди.
Протягом 1987 року захищав кольори клубу «Мільйонаріос».
Своєю грою за останню команду привернув увагу представників тренерського штабу клубу «Атлетіко Насьйональ», до складу якого приєднався 1988 року. Відіграв за команду з Медельїна наступні два сезони своєї ігрової кар'єри. Граючи у складі «Атлетіко Насьйональ» також здебільшого виходив на поле в основному складі команди.
У 1991 році повернувся до клубу «Індепендьєнте Медельїн». Цього разу провів у складі його команди один сезон. Тренерським штабом нового клубу також розглядався як гравець «основи».
Завершив ігрову кар'єру у команді «Атлетіко Насьйональ», у складі якої вже виступав раніше. Повернувся до неї 1993 року, захищав її кольори до припинення виступів на професійному рівні.

## Виступи за збірну
У 1984 році дебютував в офіційних матчах у складі національної збірної Колумбії.
У складі збірної був учасником розіграшу Кубка Америки 1989 року у Бразилії, чемпіонату світу 1990 року в Італії.
Загалом протягом кар'єри в національній команді, яка тривала 8 років, провів у її формі 22 матчі.